# Montrabot
Montrabot é uma comuna francesa na região administrativa da Normandia, no departamento Mancha. Estende-se por uma área de 3,83 km². Em 2010 a comuna tinha 90 habitantes (densidade: 23,5 hab./km²).